# Hysminai
Les Hysminai (grec ancien: ὑσμῖναι; singulier: ὑσμίνη hysmine "bataille, conflit, combat") sont des figures de la mythologie grecque. Descendants d'Éris, ils sont les personnifications de la bataille,. Quintus Smyrnaeus les mentionne dans le Livre V de la Chute de Troie, dans un passage traduit par Arthur Way:

Autour d'eux planait l'implacable Destin; À leur côté la Bataille incarnée les poussait vers l'avant hurlants, et de leurs membres s'écoulaient le sang et la sueur.

Elles sont les sœurs de Ponos (La Contrainte), Léthé (l'Oubli), Limos (La Faim), les Algos (Douleurs), les Amphillogiai (les Disputes), Makhai (La Guerre), Phonoi (le Meurtre), Androktasiai (Les Massacres), Neikea (les Querelles), Pseudea (Le Mensonges), Logoi (les Histoires), Dysnomia (l'Anarchie), Até (la Ruine), et Horkos (le Serment).